# Mecardonia kamogawae
Mecardonia kamogawae är en grobladsväxtart som beskrevs av Greppi och J.C.Hagiw.. Mecardonia kamogawae ingår i släktet Mecardonia och familjen grobladsväxter. Inga underarter finns listade i Catalogue of Life.